# Jean af Orléans (1874-1940)
Prins Jean af Orléans, Hertug af Guise (Jean Pierre Clément Marie; født 4. september 1874 i Paris, død 25. august 1940 i Larache, Marokko) var en fransk prins, der var oldebarn af kong Ludvig-Filip af Frankrig og prætendent til den franske trone.
Prins Jean var søn af prins Robert af Orléans, hertug af Chartres og prinsesse Françoise af Orléans; hans farfar var prins Ferdinand Filip af Orléans. Da Jeans fætter, prins Philippe af Orléans, døde barnløs i 1926, indtog Jean pladsen som prætendent til den franske trone – for hans kongetro tilhængere var han kong Jean 3. af Frankrig. Hans titel blev dog anfægtet af den spanske Anjou-gren af familien, der nedstammede fra kong Ludvig 14.
Ved Jeans død indtog hans søn, prins Henrik af Paris, pladsen som tronprætendent.

## Familie
Prins Jean giftede sig i 1899 med sin kusine prinsesse Isabelle af Orléans, søster til hans fætter prins Filip af Orléans, datter af Filip af Orléans, greve af Paris og Marie Isabelle af Orléans. Parret fik fire børn:
- Isabelle af Orléans (1900-1983)
- Françoise af Orléans (1902-1953)
- Anne af Orléans (1906-1986)
- Henri af Orléans, greve af Paris (1908-1999)